# Rodolfo Torre Cantú
Rodolfo Torre Cantú (Ciudad Victoria, 14 de fevereiro de 1964 - Ciudad Victoria, 28 de junho de 2010) foi um médico e político mexicano.